# Dolpo jezik
Dolpo jezik (ISO 639-3: dre; dolpa tibetanski, dolpike, phoke dolpa), sinotibetaski jezik uže himalajske skupine, kojim govori oko 9 000 ljudi (2003) u Nepalu u nekih dvadesetak sela, među kojima Goomatara, Kola, Tachel, Kani, Bajebara, Laun, Chilpara, Bantari i Byas. 
Dolpo s još 17 drugih jezika čini centralnotibetansku podskupinu. Ima nekoliko dijalekata među kojima dho tarap najbolje razumiju svi pripadnici naroda Dolpo. Leksički mu je najbliži jezik lowa [loy] (69%); tibetansko pismo.

## Vanjske poveznice
- Ethnologue (14th)
- Ethnologue (15th)